# گمینا گیبه
گمینا گیبه (به لهستانی:  Gmina Giby) یک گمینا در لهستان است که در شهرستان سین واقع شده‌است. گمینا گیبه ۳۲۳٫۵۷ کیلومتر مربع مساحت و ۲٬۹۷۰ نفر جمعیت دارد.